# Parque nacional Walpole-Nornalup
Walpole-Nornalup es un parque nacional en Australia Occidental (Australia), a 355 km al sur de Perth. Es famoso por sus árboles de karri y tingle (comezón). Los árboles de comezón rojo son exclusivos del área de Walpole.

## Datos
- Área: 159 km²
- Coordenadas: 34°59′S 116°46′E / -34.983, 116.767
- Fecha de Creación: 1957
- Categoría IUCN: II

## Turismo
El 'Valle de los Gigantes' (Valley of the Giants) es una de los principales atracciones turísticas en el área. Para aquellos que resisten las alturas se puede tomar una vista arriba de los árboles en el 'Camino sobre los árboles' (Tree Top Walk) es un pasaje de 40 m de alto puede alojar sillas de ruedas. La mayoría de los caminos sobre el dosel de árboles se construyen usando estructuras tipo puente colgante — no aptos para los temerosos. El camino sobre los árboles, sin embargo, es una serie de soportes de acero liviano construida sobre postes de acero que forman una rampa segura. Debajo del camino del dosel existe un sendero alrededor de los árboles de comezón para los caminantes — conocido como el 'Imperio Antiguo'.

## Medio ambiente

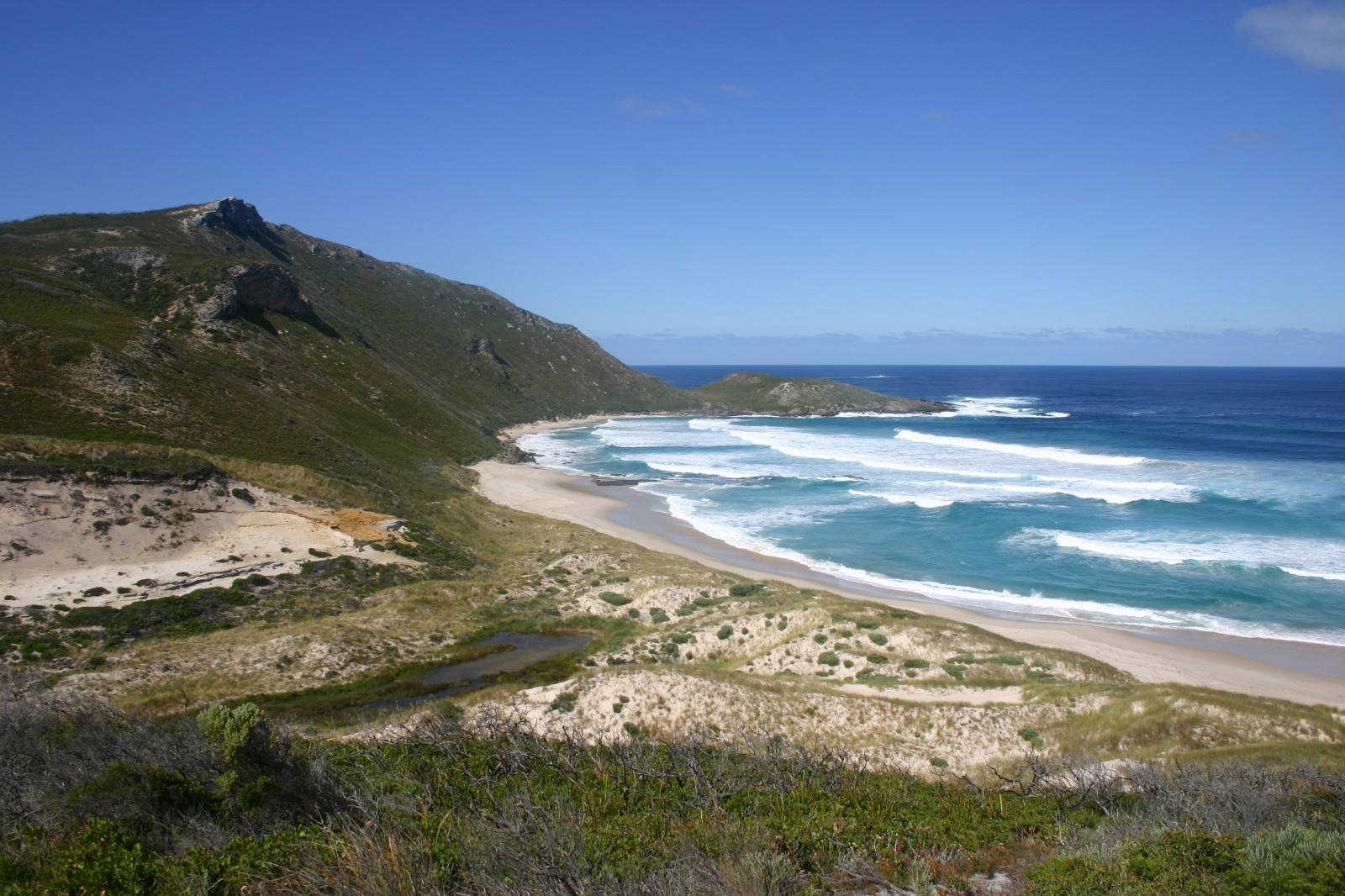
Acantilado Conspicuo (Conspicuous Cliff).

El árbol de comezón ha evolucionado para los incendios forestales y puede soportar bajos niveles de fuego. El Departamento de Conservación y Manejo de la tierra de Australia Occidental, (CALM) por sus siglas en inglés lleva a cabo ecoquemas en el parque nacional; esto limita el riesgo de incendios forestales al reducir la cantidad de hojarasca seca en el suelo. Los comezones pueden verse completamente quemados por adentro pero continúan sobreviviendo conforme crecen de bajo de la capa de la corteza.
El parque también se extiende hacia la costa, proveyendo un rango de hábitats para la vegetación de tipo brezal de la costa, destacando la corteza de papel de pantano y el gomero de flores rojas que es endémico de la región. El Acantilado conspicuo (Conspicuous Cliff) es uno de los pocos lugares costeros accesible al parque nacional.
Existe un sendero a pie del parque hacia la costa.

## Galería

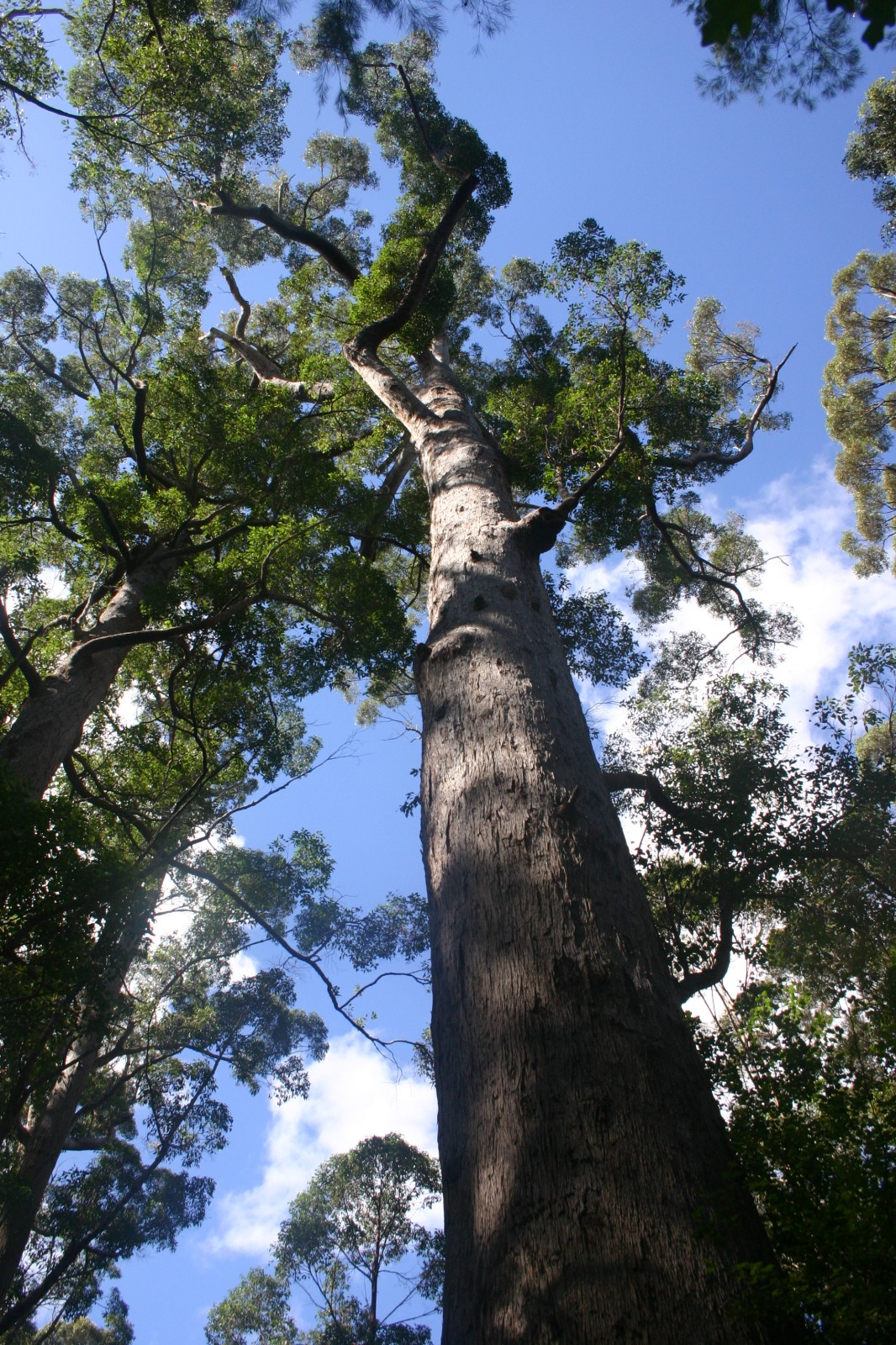
Comezón rojo